# Laura Biagiotti

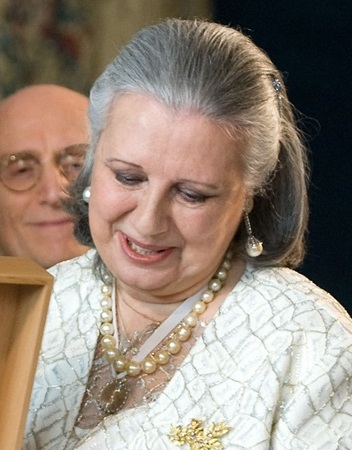
Laura Biagiotti (2011)

Laura Biagiotti  [ˈlaura bjaˈdʒɔtti] (* 4. August 1943 in Rom; † 26. Mai 2017 ebenda)  war eine italienische Modedesignerin.

## Jugend
Die Tochter des Managers Giuseppe Biagiotti und der Schneiderin Delia Soldaini wurde 1943 in Rom geboren. Für ihren Traumberuf Archäologin studierte sie Archäologie und Literatur an der Universität in Rom. Sie brach das Studium jedoch nach drei Jahren ab, um ihrer Mutter in deren Modeatelier zu helfen.

## Karriere
In den 1970er Jahren entwickelte sich die Marke Laura Biagiotti zu einer der bekanntesten Europas. Ihre femininen Kaschmir-Kollektionen brachten Biagiotti den  Beinamen „Queen of Cashmere“.
Durch den Job im Atelier der Mutter wurde ihr Interesse an der Modewelt geweckt und sie arbeitete bald als Designerin. 1972 präsentierte sie ihre erste Kollektion in Florenz. In der folgenden Zeit entwarf sie auch Kollektionen für etwas fülligere Frauen sowie die weltbekannte Kaschmir-Kollektion.
Im Jahr 1986 war der Werbeslogan „la tentazione firmata“ in ca. 500 Schaufenstern auf dem gesamten Globus zu sehen. Im selben Jahr begann Laura Biagiotti, Kinder-, Teenager-, Jeans- und Sportmode zu entwerfen. Ihre Kleider zierten von da an die Körper aller Altersgruppen.
Der 25. April 1988 war der wohl bedeutendste Tag in Biagiottis Karriere: In Peking führten 30 Chinesinnen 125 Kleider der Biagiotti-Geschichte vor und ihre Kollektion der edlen Materialien wurde weltbekannt.
Außerdem entwickelte Biagiotti über die Jahre viele Düfte, die sie auch als Duftdesignerin weltbekannt machten:
- 1982 Fiori Bianchi di Laura
- 1988 Roma
- 1990 Biagiotti Uomo
- 1992 Venezia
- 1994 Roma Uomo, Laura
- 1995 Venezia Uomo, Venezia Pastello

Biagiotti war mit dem Mediziner Gianni Cigna († 1996) verheiratet. Seit dem Tod des Ehemanns wurde sie im Unternehmen von ihrer Tochter Lavinia (* 12. Oktober 1978) unterstützt. Diese wollte eigentlich wie ihr Vater Medizin studieren, kümmert sich aber nun um einen Großteil der Geschäfte. Beide wohnten gemeinsam auf einem Schloss bei Rom.
Laura Biagiotti starb am 26. Mai 2017 nach einem Herzinfarkt im Alter von 73 Jahren.

## Auszeichnungen
- 26. November 1987 Kommandeur des italienischen Verdienstordens
- 1987 erhielt sie für ihre Verdienste in der italienischen Modewelt den Preis „Commendatore“
- 1992 wurde sie zur „Frau des Jahres“ gewählt
- 1993 erhielt sie in Peking den Preis „Marco Polo“
- 1995 erhielt sie den Arbeitsverdienstorden (Cavaliere del lavoro)
- 2011 wurde ihr der „Premio Leonardo 2010“ verliehen